# Emir Bekrić
Emir Bekrić (cyr. Емир Бекрић; ur. 14 marca 1991) – serbski lekkoatleta specjalizujący się w biegach płotkarskich.
W 2009 dotarł do półfinału mistrzostw Europy juniorów oraz odpadł w eliminacjach uniwersjady. Podczas mistrzostw świata juniorów w 2010 był siódmy, a w kolejnym sezonie zdobył złoto mistrzostw krajów bałkańskich oraz brąz mistrzostw Europy dla zawodników do lat 23. W 2012 został wicemistrzem Europy. Dotarł do półfinału na igrzyskach olimpijskich w Londynie. W 2013 sięgnął po złoto igrzysk śródziemnomorskich i młodzieżowych mistrzostw Europy. W tym samym roku zdobył brązowy medal mistrzostw świata w Moskwie.
W 2013 został wybrany  wschodzącą gwiazdą europejskiej lekkoatletyki w plebiscycie European Athletics.
Wielokrotny mistrz i rekordzista kraju. Reprezentant Serbii w drużynowych mistrzostwach Europy.
Rekord życiowy w biegu na 400 metrów przez płotki: 48,05 (15 sierpnia 2013, Moskwa – rekord Serbii). Bekrić jest rekordzistą Serbii juniorów młodszych w biegu na 110 metrów przez płotki (płotki o wysokości 91,4 cm; 14,20 w 2008).

## Osiągnięcia
| Rok  | Impreza                               | Miejsce      | Lokata     | Wynik |
| ---- | ------------------------------------- | ------------ | ---------- | ----- |
| 2009 | I liga drużynowych mistrzostw Europy  | Bergen       | 6. miejsce | 54,33 |
| 2009 | Mistrzostwa Europy juniorów           | Nowy Sad     | półfinał   | 53,45 |
| 2009 | Uniwersjada                           | Belgrad      | eliminacje | 53,16 |
| 2010 | II liga drużynowych mistrzostw Europy | Belgrad      | 2. miejsce | 51,66 |
| 2010 | Mistrzostwa świata juniorów           | Moncton      | 7. miejsce | 51,06 |
| 2011 | II liga drużynowych mistrzostw Europy | Nowy Sad     | 1. miejsce | 50,35 |
| 2011 | Mistrzostwa krajów bałkańskich        | Sliwen       | 1. miejsce | 50,08 |
| 2011 | Młodzieżowe mistrzostwa Europy        | Ostrawa      | 3. miejsce | 49,61 |
| 2012 | Mistrzostwa Europy                    | Helsinki     | 2. miejsce | 49,49 |
| 2012 | Igrzyska olimpijskie                  | Londyn       | półfinał   | 49,62 |
| 2013 | II liga drużynowych mistrzostw Europy | Kowno        | 1. miejsce | 49,98 |
| 2013 | Igrzyska śródziemnomorskie            | Mersin       | 1. miejsce | 48,83 |
| 2013 | Młodzieżowe mistrzostwa Europy        | Tampere      | 1. miejsce | 48,76 |
| 2013 | Mistrzostwa krajów bałkańskich        | Stara Zagora | 1. miejsce | 48,96 |
| 2013 | Mistrzostwa świata                    | Moskwa       | 3. miejsce | 48,05 |
| 2014 | Mistrzostwa Europy                    | Zurych       | 6. miejsce | 49,90 |
| 2015 | II liga drużynowych mistrzostw Europy | Stara Zagora | 4. miejsce | 52,37 |
| 2018 | Mistrzostwa Europy                    | Berlin       | półfinał   | 50,96 |